# 李徳妃
徳妃李氏（とくひ りし、1550年代？ - 1632年）は、明の隆慶帝の妃嬪。

## 経歴
庶民の李柰の娘に生まれた。美しかったので、隆慶4年（1570年）2月に徳妃となった。父の李柰は正五品錦衣衛千戸に任じられた。
隆慶6年（1572年）、隆慶帝が崩御した。以後、徳妃は仁寿宮で60年、寡居の生活を送った。崇禎5年（1632年）、薨去した。栄恪と諡され、金山に葬られた。

## 伝記資料
- 『明穆宗実録』
- 『崇禎長編』
- 『宝日堂雑鈔』